# 病の起源 (NHKスペシャル)
病の起源（やまいのきげん）は、『NHKスペシャル』におけるシリーズ企画である。2008年のシリーズと2013年のシリーズがある。
「現代の人類が罹る病気の幾つかは、その進化に伴う肉体の変化や居住域の拡大の過程で抱えこんだものである」という視点で、進化と病気の関連について紹介した。

## 概要
現代人が悩まされる病気を取り上げその原因を人類の進化の中に探り、どのようにして人類がその宿痾を抱えたかを紹介。2008年の番組では、各々の回で取り上げる病に実際に罹っている人が出演した。
企画の発案は、「難読症」の研究報告に触れたことがきっかけで、NHKスペシャルで取り上げる題材を検討する企画会議で1回で承認された。

## 2008年

### 第1集 睡眠時無呼吸症
- 副題

〜石器が生んだ病〜
- 初回放送日

4月13日
- 案内人

樹木希林
- 概要

心不全や脳卒中の原因の1つとして注目される睡眠時無呼吸症が人類と一部の動物種に固有の症状であることを紹介し、その原因を追求する過程で人類の口蓋が進化に伴い短縮された事を紹介する。更に石器の使用で軟らかい食物の摂取が可能になったことが口蓋の短縮に繋がった事に触れると共に、同時に高度な発音能力を獲得して言語・文化の発達に寄与したと紹介。

### 第2集 骨と皮膚の病
- 副題

〜それは“出アフリカ”に始まった〜
- 初回放送日

4月20日
- 案内人

加藤武
- 概要

高齢者の転倒骨折から説き起こしインドからイギリスに移住した人の歯の生育が遅れる事にも触れ、日照不足がビタミンDの欠乏を引き起こして骨の強度不足を招く事を紹介する。一方で緯度の低いオーストラリアの紫外線の強い地域に住む人に皮膚ガンが多発する事を紹介し適応放散の過程で人類がメラニンの量を加減して各々の地域に適した肌の色を作り上げてきたこと、そして近現代に人が各地に移住することから自身の肌の色と紫外線量が対応しない地域で各種の障害を起こしていると説く。また、従来は海獣を捕らえてその肉からビタミンDを摂取していたエスキモーが食生活の変化からビタミンD欠乏を起こしていることを紹介。

### 第3集 腰痛
- 副題

〜それは二足歩行の宿命か?〜
- 初回放送日

10月5日
- 案内人

柄本明
- 概要

現代人の多くが悩まされる腰痛の原因は人類が二足歩行を始めた事に起因していると考えられてきたが、アフリカで原始的な生活をする人々には腰痛がない事を紹介し腰痛の生じる原因をつきつめていく。農耕で耕作地を耕す作業、収穫物を加工する作業で、かがむ作業が腰に過大な過重をかけて腰骨が劣化することが原因の1つであると紹介。一方で、ストレスが腰部の痛みを感じさせるという研究も取り上げた。

### 第4集 読字障害
- 副題

〜文字が生んだ病〜
- 初回放送日

10月12日
- 案内人

片岡鶴太郎
- 概要

文字の処理が上手く出来ない症例が読字障害（難読症）として19世紀より報告され稀な病気と思われていたものが最近の研究で英米人に15%の割合で存在することがわかったことを紹介し、人類が文字を扱いはじめてからの期間が短く脳が充分に適応していない故という説を紹介した。

### 第5集 糖尿病
- 副題

〜想定外の“ぜいたく”〜
- 初回放送日

11月16日
- 案内人

渡辺えり
- 概要

アフリカを出て遥かな日本列島に到達するまでに飢餓の地帯を抜き列島で貧しい食生活に耐えた日本人はインスリンの分泌能力に劣り糖尿病に罹りやすいこと、その一方で近年に飢餓を克服し豊富な栄養に恵まれた事が糖尿病の増加に繋がっていることを紹介する。また、女性のダイエット志向に伴う栄養失調が胎児の成長に悪影響を及ぼす事も紹介。

### 第6集 アレルギー
- 副題

〜2億年目の免疫異変〜
- 初回放送日

11月23日
- 案内人

村上弘明
- 概要

20世紀に入り特に先進国で急増したアレルギーについて取り上げる。2億年前に誕生した哺乳類は、その軟らかい皮膚を襲う寄生虫に対抗するためにIgEによる免疫システムを獲得し、人類もそれを受け継いだ。だが、最近の清潔な生活の中でその機能が暴走し、アレルギー体質の原因となって花粉症や喘息を引き起こす。アレルギー体質の調査について、日本人の世代間の調査、モンゴルにおける調査の結果、そして欧州での研究結果を追い、アレルギー体質が生活環境に起因する事、そして、免疫システムが現代の社会で暴走する仕組みを解明していく。

### 企画のみ 乳がん
- 副題

〜女性ホルモンは両刃の剣〜
- 概要

近代の日本の女性の乳癌が増加している背景に栄養状態の改善から初潮の時期が早まると同時に閉経の時期が遅れ女性ホルモンに暴露される期間が延びたこと、エストロゲンが乳腺細胞の増殖を促し分裂に伴うDNAコピーのミスが癌につながると紹介する予定であった。

## 2013年

### プロローグ
- 副題

人類進化700万年の宿命
- 初回放送日

5月18日
- 案内人

田中直樹（ココリコ）

### 第1集 がん
- 副題

〜人類進化が生んだ病〜
- 初回放送日

5月19日
- 案内人

陣内孝則

### 第2集 脳卒中
- 副題

〜早すぎた進化の代償〜
- 初回放送日

5月26日
- 案内人

室井滋

### 第3集 うつ病
- 副題

〜防衛本能がもたらす宿命〜
- 初回放送日

10月20日
- 案内人

橋爪功

### 第4集 心臓病
- 副題

〜高性能ポンプの落とし穴〜
- 初回放送日

10月27日
- 案内人

谷村新司

## 備考・出典
1. ↑  “総合 NHKスペシャル「病の起源」新シリーズについて” (PDF). 2013年4月17日放送総局長会見報道資料.   NHK. 2013年5月20日閲覧。
2. ↑  “NHKスペシャル「病の起源」”.  読売新聞 (2008年4月17日). 2008年4月27日時点のオリジナルよりアーカイブ。2013年5月20日閲覧。
3. ↑  放送前の告示時の副題は「〜言葉が生まれたその陰で〜」。
4. ↑  放送前の告示時の副題は「〜太陽光との長き闘いの果てに〜」。
5. ↑  親友・18代目中村勘三郎との共演による映画撮影中に入院・手術をしたことが、過去に『にんげんドキュメント』で明らかにされている。その線から起用された。
6. ↑  放送前の告示時のタイトルと副題は「難読症 〜脳はただいま進化中〜」。当初は第5回の予定であった。
7. ↑  放送前の告示時の副題は「〜進化上想定外のぜいたく〜」。
8. ↑  当初は「乳がん 〜女性ホルモンは両刃の剣〜」が予定されていたが差し替えられた。放送前の告示時の副題は「〜免疫が暴走し始めた〜」。
9. ↑  企画発表時のパンフレットより。